# Al-Gharafa Sports Club
Maillots
Al-Gharafa Sports Club (en arabe : نادي الغرافة الرياضي), plus couramment abrégé en Al-Gharafa SC, est un club qatarien de football fondé en 1979 et basé dans la ville d'Al-Gharrafa dans la municipalité d'Al-Rayyan située à 10 km de la capitale Doha.

## Histoire

### Genèse du club (1979–2000)
Le club basé à Doha est créé le 6 juin 1979 sous le nom d'Al-Ittihad.
En 1992, il remporte son premier championnat et en 1995 sa première Coupe du Qatar. Il remporte la coupe 4 fois d'affilée entre 1995 et 1998, avant s'incliner en finale en 1999. Al-Gharafa est sacré champion du Qatar pour la deuxième fois de son histoire en 1998. Sur le plan international le club remporte la Coupe arabe des vainqueurs de coupes en 1999. Lors de cette même année, Fabrice Akwa signe au club.

### Les années 2000
Al-Gharafa remporte sa première Coupe Crown Prince de Qatar le 28 avril 2000. Pour la saison 2001-2002, le club réalise le doublé coupe - championnat. Il remporte le Championnat du Qatar et la Coupe du Qatar pour la 5e fois de son histoire. 
Entre 2005 et 2010, le club signe des joueurs de renom tel que Sonny Anderson, Kaba Diawara, Djamel Belmadi, Angelo Hugues, le champion du monde 1998 Marcel Desailly ou encore plus récemment en 2009 Juninho Pernambucano. Tous ces joueurs aident aux bons résultats du club. 
Ainsi en 2005 et 2007, le club remporte la Coupe Sheikh Jassem du Qatar, puis le championnat trois fois d'affilée en 2008, 2009 et 2010. Lors de l'année 2009, le club réalise un nouveau doublé, il remporte la Coupe du Qatar et le championnat. Le club termine vice champion du Qatar en 2011 derrière Lekhwiya Sports Club.
En 2012, le club qatari obtient le prêt de l'attaquant international français Djibril Cissé pour une durée de six mois. En 2013 un autre joueur majeur de passé par la Ligue 1 s'engage avec le club, avec le brésilien Nenê qui arrive en provenance du PSG.

## Palmarès
| Compétitions nationales | Compétitions internationales |
| --- | --- |
| \| - Championnat du Qatar (7) : - Champion : 1991-92, 1997-98, 2001-02, 2004-05, 2007-08, 2008-09 et 2009-10. - Vice-champion : 1998-99, 2002-03, 2006-07 et 2010-11. - Coupe du Qatar (9) : - Vainqueur : 1994-95, 1995-96, 1996-97, 1997-98, 2001-02, 2008-09, 2011-12, 2018-19 et 2024-25 - Finaliste : 1998-99, 2005-06, 2007-08 et 2010-11. \| - Coupe Crown Prince de Qatar (3) : - Vainqueur : 1999-00, 2009-10 et 2010-11. - Finaliste : 1998-99, 2001-02, 2002-03, 2004-05 et 2007-08. - Coupe des Étoiles du Qatar de football (3) : - Vainqueur : 2009, 2017-18 et 2018-19. - Coupe Sheikh Jassem du Qatar (2) : - Vainqueur : 2005 et 2007. \| | - Coupe arabe des vainqueurs de coupes (1) : - Vainqueur : 1999. |
| - Championnat du Qatar (7) : - Champion : 1991-92, 1997-98, 2001-02, 2004-05, 2007-08, 2008-09 et 2009-10. - Vice-champion : 1998-99, 2002-03, 2006-07 et 2010-11. - Coupe du Qatar (9) : - Vainqueur : 1994-95, 1995-96, 1996-97, 1997-98, 2001-02, 2008-09, 2011-12, 2018-19 et 2024-25 - Finaliste : 1998-99, 2005-06, 2007-08 et 2010-11. | - Coupe Crown Prince de Qatar (3) : - Vainqueur : 1999-00, 2009-10 et 2010-11. - Finaliste : 1998-99, 2001-02, 2002-03, 2004-05 et 2007-08. - Coupe des Étoiles du Qatar de football (3) : - Vainqueur : 2009, 2017-18 et 2018-19. - Coupe Sheikh Jassem du Qatar (2) : - Vainqueur : 2005 et 2007. |

## Personnalités du club

### Entraîneurs du club
- 2002–2003 :  Christian Gourcuff
- 2003-2004 :  Tom Saintfiet
- 2004–2005 :  Bruno Metsu
- 2006–2007 :  Wolfgang Sidka et  Michel Rouquette
- 2008–2009 :  Marcos Paquetá
- 2009–2011 :  Caio Júnior
- mars 2011–mars 2012 :  Bruno Metsu
- mars 2012-décembre 2012 :  Paulo Silas
- décembre 2012-février 2013 :  Alain Perrin
- février 2013-2013 :  Habib Sadek
- 2013-2014 :  Zico
- 2017-déc. 2017 :  Jean Fernandez
- jan. 2018-2018 :  Bülent Uygun
- 2018-2019 :  Christian Gourcuff
- 2019-2021 :  Slaviša Jokanović

### Joueurs emblématiques
- Juninho
- Diego Tardelli
- Sonny Anderson
- Nenê
- Zé Roberto
- Cícero
- Lisandro López
- Wesley Sneijder
- Ishak Belfodil
- Sofiane Hanni
- Mehdi Tahrat
- Djamel Belmadi
- Adlène Guedioura
- Samir Amirèche
- Marcel Desailly
- Djibril Cissé
- Angelo Hugues
- Akwá
- Freddy
- Maurito
- Harry Kewell
- Paulo Wanchope
- Bakari Koné
- Younis Mahmoud
- Kaba Diawara
- Abdelhak Ait Laarif
- Talal El Karkouri
- Otmane El Assas
- Jawad Ahannach
- Lawrence Quaye
- A'ala Hubail
- Artchil Arveladze
- Anthony Yeboah
- Pius N'Diefi
- Hakan Yakın
- Claudiu Keșerü
- Yassine Chikhaoui
- Dioko Kaluyituka